# 1955 no teatro

## Nascimentos
| Data           | Nome           | Profissão         | Nacionalidade | Observações | Ref |
| -------------- | -------------- | ----------------- | ------------- | ----------- | --- |
| 6 de janeiro   | Rowan Atkinson | ator e comediante | Reino Unido   |             |     |
| 21 de março    | Angelina Muniz | atriz             | Brasil        |             |     |
| 29 de setembro | Alicia Bruzzo  | atriz             | Argentina     | m. 2007     |     |

## Mortes
| Data           | Nome           | Profissão       | Nacionalidade  | Observações | Ref |
| -------------- | -------------- | --------------- | -------------- | ----------- | --- |
| 5 de agosto    | Carmen Miranda | cantora e atriz | Portugal       | n. 1909     |     |
| 30 de setembro | James Dean     | ator            | Estados Unidos | n. 1931     |     |